# Brutperiode

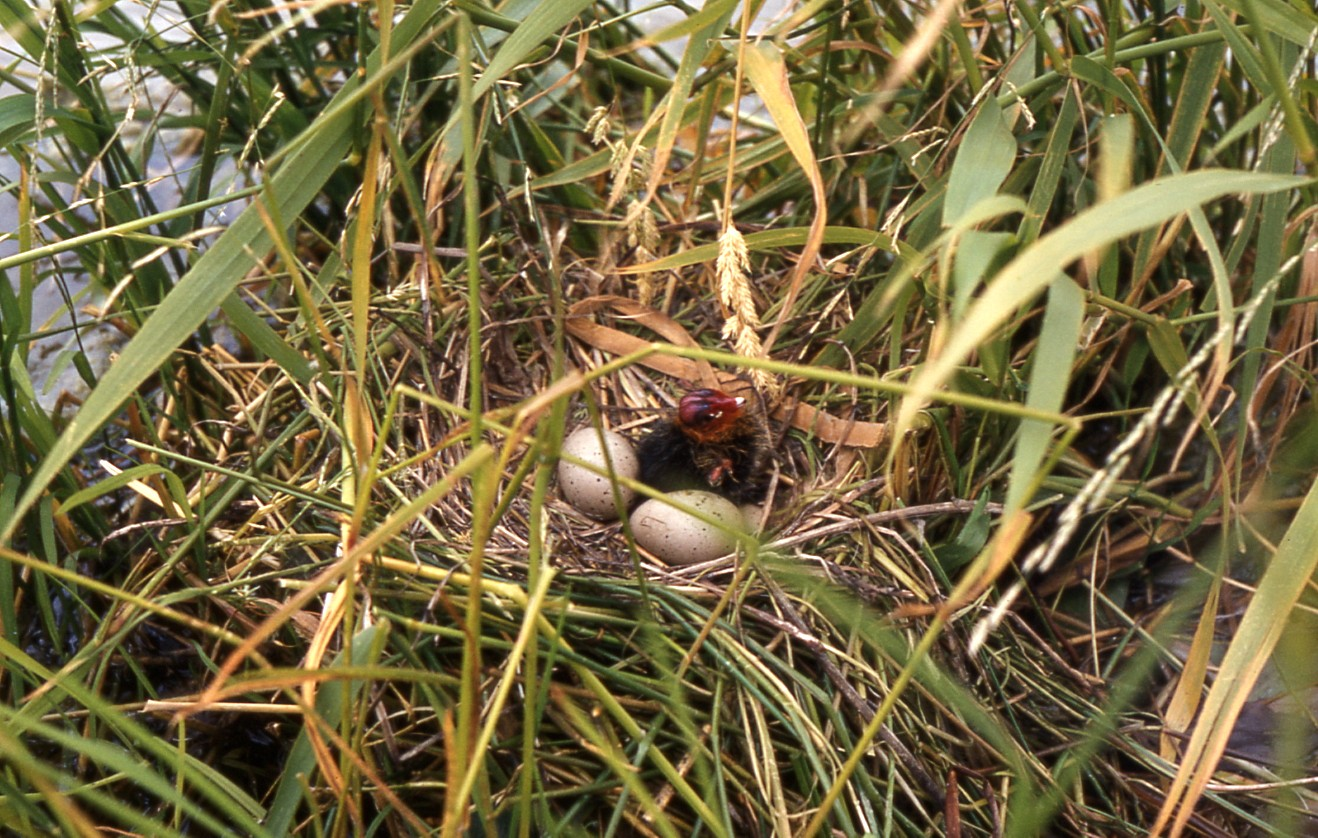
Blässhuhnnest mit Küken und Eiern im Uferröhricht

Als Brutperiode bezeichnet man in der Ornithologie den Zeitraum zwischen dem Legen des ersten Eis und dem Schlüpfen des letzten Kükens während einer Saison. 
Brutperioden sind dabei von der einzelnen Vogelart abhängig, sie sind aber gleichermaßen von dem jeweiligen Lebensraum bestimmt. So beginnt beispielsweise die weitverbreitete Teichralle in Mitteleuropa ab Mitte April zu brüten. Ihre Brutperiode dauert hier bis Juli, da dem ersten Gelege eine zweite und bei optimalen Bedingungen sogar eine dritte Nachbrut folgen kann. Im indischen Hochland des Ghat, wo die Teichralle in einer Höhe von bis zu 1700 Meter brütet, beschränkt sich die Brutperiode auf die Regenzeit von Juli bis August. 